# Bobigny
Bobigny (franskt uttal: [bɔbiɲi]
 ( lyssna)) är en kommun i departementet Seine-Saint-Denis i regionen Île-de-France i norra Frankrike. Kommunen ligger i kantonerna Bobigny och Bondy som tillhör arrondissementet Bobigny. År 2022 hade Bobigny 55 270 invånare.
Bobigny utgör en nordostlig förort till Paris.

## Befolkningsutveckling
| Befolkningsutvecklingen i Bobigny 1968–2021 | Befolkningsutvecklingen i Bobigny 1968–2021 | Befolkningsutvecklingen i Bobigny 1968–2021 | Befolkningsutvecklingen i Bobigny 1968–2021 | Befolkningsutvecklingen i Bobigny 1968–2021 |
| ------------------------------------------- | ------------------------------------------- | ------------------------------------------- | ------------------------------------------- | ------------------------------------------- |
|                                             |                                             |                                             |                                             |                                             |
| År                                          |                                             |                                             | Folkmängd                                   |                                             |
| 1968                                        | 1968                                        |                                             | 39 453                                      |                                             |
| 1975                                        | 1975                                        |                                             | 43 125                                      |                                             |
| 1982                                        | 1982                                        |                                             | 42 723                                      |                                             |
| 1990                                        | 1990                                        |                                             | 44 659                                      |                                             |
| 1999                                        | 1999                                        |                                             | 44 079                                      |                                             |
| 2007                                        | 2007                                        |                                             | 48 196                                      |                                             |
| 2015                                        | 2015                                        |                                             | 51 716                                      |                                             |
| 2021                                        | 2021                                        |                                             | 55 056                                      |                                             |